# 花みちおとめ
『花みちおとめ』（はなみちおとめ）は、はましんによる日本の漫画作品。スクウェア・エニックスのウェブコミック配信サイト『ガンガンONLINE』で2010年11月25日から2011年11月24日まで連載された。

## 登場人物
葉月 命（はづき みこと）

蒼桜 勇二（あおざくら ゆうじ）

## 単行本
1. 2011年6月22日 ISBN 978-4-7575-3261-8
2. 2012年2月22日 ISBN 978-4-7575-3520-6